# Taufbecken (Montjavoult)

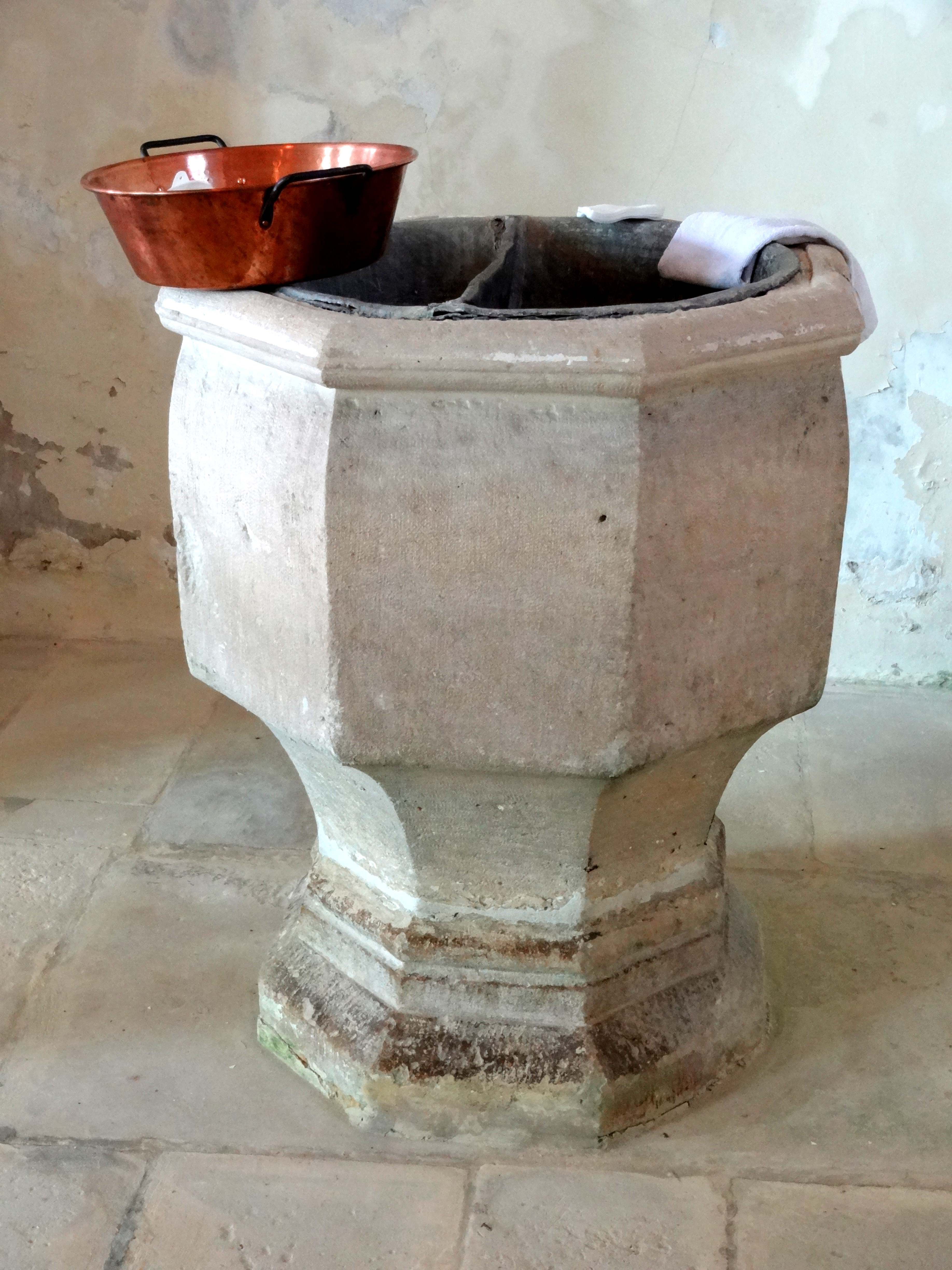
Taufbecken in Montjavoult

Das Taufbecken in der katholischen Kirche St-Martin in Montjavoult, einer französischen Gemeinde im Département Oise in der Region Hauts-de-France, wurde in der ersten Hälfte des 15. Jahrhunderts geschaffen. 
Im Jahr 1984 wurde das gotische Taufbecken als Monument historique in die Liste der geschützten Objekte (Base Palissy) in Frankreich aufgenommen.
Das achteckige Taufbecken aus Stein steht auf einem achteckigen Sockel. Außer einem profilierten Wulst am oberen Rand des Beckens ist kein weiterer Schmuck vorhanden.